# Riera de Rubí
La riera de Rubí és un curs d'aigua del Vallès Occidental que passa per Rubí. És un afluent, per l'esquerra, del Llobregat, riu al qual desguassa prop del Papiol, al Baix Llobregat.
S'origina quan la riera de les Arenes rep per la dreta la riera del Palau una mica més amunt de les Fonts, al terme municipal de Terrassa, i en el terme de Rubí li arriben diversos torrents procedents de les serres del nord, entre ells els de Can Balasc i Can Canyadell, que delimiten el límit del municipi amb Castellbisbal, i els de Can Tallafigueres, Can Xercavins, Can Pi de la Serra, Sant Muç, Can Ramoneda i Can Solà. A la riba sud trobem el torrent dels Alous i el de Can Ferran, que marquen durant un bon traçat la frontera entre Sant Cugat del Vallès i Rubí.
En 1860 es va construir el primer pont de pedra a Rubí, de tres ulls, per connectar el poble amb les terres de conreu i les masies situades als camps de l’altra banda de la riera, i després d’expropiar diversos terrenys, el 1884 es va desviar el curs de la riera a ponent per poder incorporar al poble les terres de la Parellada del Castell de Rubí, i el 1897, per iniciativa dels germans Ribas, es construí un pont penjant. El 25 de setembre de 1962 la crescuda de les aigües provinents de la riera de les Arenes a causa d'unes pluges molt intenses va provocar efectes catastròfics al seu pas pel Vallès, amb més de 700 morts. La canalització posterior ha evitat els danys materials i humans que provocaven de tant en tant els aiguats.